# Moschea Rossa di Panjunan
La moschea rossa di Panjunan (Masjid Merah Panjunan in indonesiano, Masjid Abang in javanese) è una moschea giavanese situata nel villaggio di Panjunan, reggenza di Cirebon, Giava Occidentale, Indonesia. Questa moschea del XV secolo con la sua evidente architettura indù tipica di Giava è una delle più antiche moschee dell'Indonesia.
La moschea di Panjunan fu fondata nel 1480 da Syarif Abdurrahman, noto anche come il Pangeran Panjunan ("il Principe di Panjunan"). Syarif Abdurrahman era un arabo che guidava un gruppo di immigrati da Baghdad. In seguito, Syarif Abdurrahman divenne allievo di Sunan Gunung Jati, uno dei Wali Songo, o nove santi dell'Islam riveriti in Indonesia.
All'inizio, la moschea rossa di Panjunan fu chiamata al-Athya Musalla. A causa del suo muro perimetrale in mattoni rossi, la moschea era anche conosciuta come la moschea rossa o Masjid Abang. All'inizio, la moschea era una Muṣallā di piccole dimensioni con una superficie di 40 metri quadrati. La moschea fu fondata nella zona di Panjunan, che al momento della costruzione era un incrocio per i viaggiatori vicino alla città di Cirebon. Il villaggio di Panjunan dove si trova la moschea è noto per le sue ceramiche di terracotta.